# Zacharyszki Wielkie (rejon solecznicki)
Zacharyszki Wielkie (lit. Zakariškės) – wieś na Litwie, w gminie rejonowej Soleczniki, 6 km na północny wschód od Jaszunów, zamieszkana przez 8 ludzi. Przed II wojną światową w Polsce, w powiecie wileńsko-trockim województwa wileńskiego.